# لینگایاتیسم
آیین لینگایات یا به قول فرنگی‌ها لینگایاتیسم یک مذهب شیواپرستانه در هند است.  لینگایاتیسم در اصل ویراشیوا نام دارد ولی از آن‌جایی که به پیروان این آیین لینگایات گفته می‌شد، کاربرد اصطلاح لینگایاتیسم به جای ویراشیوائیسم مرسوم شد.